# Чуванское
Чува́нское — село в Анадырском районе Чукотского автономного округа России. Образует сельское поселение Чуванское.
Название села происходит от поселившихся здесь чуванцев.

## География
Расположено на правом берегу притока Анадыря реки Еропол. Ближайший населённый пункт — село Ламутское, расстояние до окружного центра, Анадыря, составляет 450 км.

## Транспорт
Транспортная связь с селом осуществляется с помощью сезонного автозимника, а также круглогодично воздушным путём, для чего на западной  окраине села устроена гравийная ВПП.

## Экономика
Основное занятие местных жителей — оленеводство и рыболовство, охота на дикого оленя. В селе есть начальная школа, детский сад, фельдшерско-акушерский пункт, почта, узел связи, дом культуры, библиотека, магазин. В 2005 г. в селе был установлен спутниковый телефонный терминал, в 2006 г. установлена АТС, интернет, в 2013 году установлено оборудование и работает сотовая связь Билайн.
Село является конечным пунктом маршрута ежегодных гонок на оленьих упряжках в рамках Кубка Губернатора.

## Население
| 2002 | 2010 | 2011 | 2012 | 2013 | 2014 | 2015 |
| ---- | ---- | ---- | ---- | ---- | ---- | ---- |
| 226  | ↘209 | ↘207 | ↘202 | ↘196 | ↘192 | ↘188 |
| 2016 | 2017 | 2018 | 2021 | 2023 |      |      |
| →188 | ↘181 | ↘175 | ↘135 | ↗141 |      |      |